# Іоланда I (герцогиня Лотарингії)
Іоланда Анжуйська (фр. Yolande d'Anjou; 2 листопада 1428, Нансі — 23 березня 1483, там же) — герцогиня Лотарингії з 1473 року. Єдиний представник роду Анжу-Валуа на троні Лотарингії.

## Життєпис
Походила з Анжуйської гілки династії Валуа. Донька Рене I, герцога Анжу і Бара, графа Прованса і Мена, та Ізабелли Лотаринзької. Народилася 1428 року в Нансі.
В 1445 році в рамках домовленостей з родом Водемон, гілкою Лотаринзького дому вийшла заміж за сина графа Антуана де Водемона. Протягом життя чоловіка не відігравала суттєвої політичної ролі.
В 1470 році стала удовою. 1473 року після смерті небожа Ніколя I стає герцогинею Лотаринзькою, але невдовзі передала герцогства сину Рене. 1480 року після смерті батька стала герцогинею Барською, але через декілька місяців зреклася на користь сина Рене. У 1481 році вона успадкувала від свого стриєчного брата Карла V, графа Мен, права на Неаполітанське і Єрусалимське королівства. Померла 1483 року.

## Родина
Чоловік — граф Феррі II де Водемон.
Діти:
- П'єр (д/н—1451)
- Рене (1451—1508), герцог Лотарингії, в другому шлюбі з Філіппою Гельдернською
- Ніколя (д/н—1476), сеньйор де Жуанвиль
- Жанна (1458—1480), дружина Карла IV, герцога Анжу і графа Мен
- Іоланда (д/н—1500), дружина ландграфа Вільгельма II Гессенського
- Маргарита (1463—1521), дружина Рене Валуа, герцога Алансону, свята католицької церкви

## У творчості
- відповідно до «Таємних досьє Анрі Лобіно» була 10-м Великим магістром ордена Пріорату Сіону.
- героїня п'єси «Донька короля Рене» данського драматурга Генріха Герца. Кіноадаптації її вийшла в США в 1913 році
- головна діяча особа опери «Іоланта» П. І. Чайковського